# Cancan

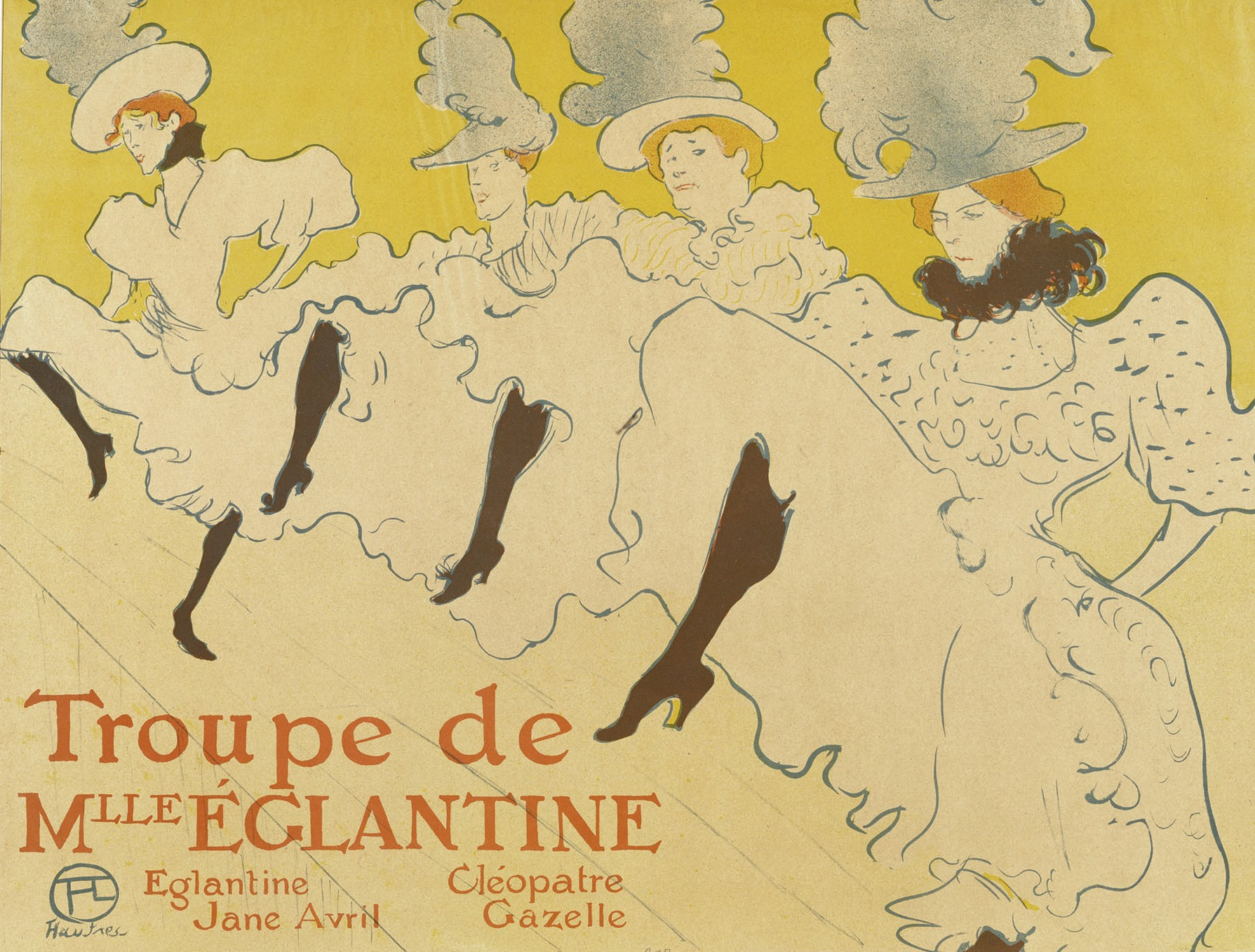
Een reclameaffiche voor de cancan, getekend door Toulouse-Lautrec

De cancan is een erotische dans. Deze werd vanaf circa 1830 heel bekend in Frankrijk, en later ook daarbuiten.

## Herkomst
Oorspronkelijk komt de dans vermoedelijk uit Frankrijk. Rond 1830 kwam de cancan in zwang in de Parijse wijk Montparnasse. Hij werd vaak in nachtclubs gebruikt als lokdans met een erotische functie. Vanaf de opening in 1889 tot op de dag van vandaag wordt ook in de Moulin Rouge de bekendste cancan, van Jacques Offenbach, opgevoerd. De overheid en de kerk ergerden zich in die tijd zeer aan deze dans. 
Voordat de cancan populair werd danste men de quadrille. Die was ook geliefd, maar er was geen variatie mogelijk. Sommige mannen raakten hierop uitgekeken en maakten wilde bewegingen op en over de grond. Spoedig werd dit populair. Er was ook afkeuring, maar bij mannen werd het nog geaccepteerd. Toen echter vanaf 1829 ook vrouwen zich hier  aan waagden werd de cancan snel verboden en werden danseressen gearresteerd. Toch bleven sommige vrouwen de wet trotseren, op zoek naar wat vrijheid. Ook het nieuwsgierige publiek liet zich niet tegenhouden. In 1860 kregen vrouwelijke dansers meer betaald dan mannen. De cancan wordt een van de eerste vormen van vrouwenemancipatie. Deze beroemde dans symboliseert de vrijheid en emancipatie van vrouwen.

## Dans
De cancan is een linedance waarin een aantal vrouwen in een rij naast elkaar staan en tegelijk bewegen op de maat van de muziek. Hierbij tillen zij hun rok op of tillen ze hun been zo hoog in de lucht dat hun blote benen te zien zijn. Dit laatste werd destijds als zeer aanstootgevend beschouwd.
Er wordt veel gevarieerd wat betreft de stijl. Tegenwoordig zou men de dans van de dansmariekes wel kunnen vergelijken met de cancan.

## Kleding
De kleding is geïnspireerd op de rokweelde van Spaanse danseressen. De danseressen dragen lange jurken, petticoats en zwarte kousen.

## Muziek

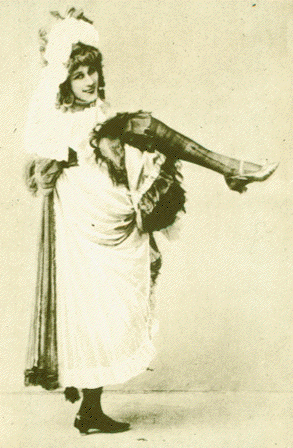
Jeanne Beaudon, een bekende cancandanseres, gefotografeerd in 1893

De Franse componist en cellist Jacques Offenbach verwerkte cancanmuziek in zijn beroemde compositie Orphée aux enfers (Orpheus in de onderwereld) uit 1858. Enkele jaren later werd dat hèt cancanlied van de cancandansers. Deze cancan werd de bekendste en wordt buiten de operette vaak gebruikt in films en op tv.Hervé componeerde eveneens een cancan, die echter minder beroemd is. Andere voorbeelden van deze dans zijn te vinden in Franz Lehárs Die lustige Witwe en Cole Porters musical Can-Can, die de basis vormde voor de filmmusical Can-Can uit 1960 met Frank Sinatra en Shirley MacLaine. Andere muziek die geassocieerd wordt met de cancan is Chatsjatoerjans Sabeldans en het vaudeville- en variétélied Ta-ra-ra Boom-de-ay. Alhoewel dit laatste eerder naar de boemlala verwijst.
De cancan komt vaak voor in ballet, onder meer in La Boutique fantasque uit 1919 van de Russische balletdanser en choreograaf Léonide Massine.

## Schilderkunst
Henri de Toulouse-Lautrec heeft de cancan in veel schilderijen in beeld gebracht. Ook veel affiches voor de optredens werden door hem geschilderd. Ook Pablo Picasso, Georges Seurat en Georges Rouault hebben de cancan in hun schilderijen verwerkt.

## Beroemde cancandanseressen
- Jeanne Beaudon of Jane Avril
- Louise Weber of La Goulue
- Marguerite Badel of Rigolboche
- Clarissa Rose of Saharet